# 해외건설협회
해외건설협회(海外建設協會, International Contractors Association of Korea, ICAK)는 해외 건설활동 지원과 해외건설 정보의 수집·분석·보급을 통한 국제 경쟁력 강화, 해외 건설업의 건전한 발전과 국제수지 향상을 통한 국민경제 발전에 이바지할 목적으로 1976년 11월 3일 설립하여 1977년 4월 14일 법인으로 등기하였다. 회원은 해외건설업 신고를 한 정회원, 정부 출자기관 및 지방 공공기관으로 구성되는 특별회원, 건설업과 관련된 학회·연구기관·단체, 건설기자재 생산 판매업체 및 금융기관으로 구성되는 준회원이 있다. 서울특별시 중구 서소문동 120-23 부영빌딩 13층에 위치하고 있다.

## 설립 근거
- 해외건설촉진법 제23조[1]

## 설립 목적
- 해외건설협회는 회원의 품위를 보전하고, 권익을 옹호하며, 해외건설활동을 지원하고 해외건설 정보의 수집, 분석, 보급으로 국제경쟁력을 강화함으로써 해외건설업의 건전한 발전을 기하고 국제수지 향상과 국민경제발전에 기여함을 목적으로 함.

## 주요 업무
- 해외공사에 관한 자료 및 정보의 수집, 분석
- 해외건설업에 관련된 제도의 연구 및 개선 건의
- 회원의 품위유지와 복리증진
- 해외건설진흥을 위한 국제민간협력의 추진
- 해외공사용 기자재의 공동구입과 융자, 차관 및 보증의 알선
- 해외건설업에 관련된 자에 대한 교육훈련
- 해외건설업을 위한 홍보 활동과 간행물의 발간
- 해외건설업에 따른 각종 증명 및 확인업무
- 국토교통부장관으로부터 위탁 받은 업무
- 위 사업에 부대되는 일체의 업무
- 기타 해외건설진흥을 위하여 필요한 사업

## 연혁
- 1976년 11월 : 해외건설협회 설립

## 조직

### 해외건설협회장
- 이사회
- 감사

#### 지역본부
- 신시장실
- 아시아실
- 아 · 중동실

#### 경영본부
- 기획홍보실
- 운영지원실
- 사업관리실
- 정보화지원실

#### 정책본부
- 정책지원센터
- 중소기업수주지원센터
- 인력개발실

## 같이 보기
- 국토교통부
- 대한건설협회
- 대한건축사협회
- 한국건설엔지니어링협회
- 한국건설기술인협회